# George Vidican (preot)
George Vidican (n. 9 mai 1886, Comuna Căianu Mic, Bistrița-Năsăud – d. 1957, Cluj) a fost un deputat în Marea Adunare Națională de la Alba Iulia, organismul legislativ reprezentativ al „tuturor românilor din Transilvania, Banat și Țara Ungurească”, cel care a adoptat hotărârea privind Unirea Transilvaniei cu România, la 1 decembrie 1918.:p. 77

## Biografie
George Vidican a urmat clasele primare și liceale în Năsăud, luând Bacalaureatul în 1906. A urmat apoi Facultatea de Teologie de la Universitatea din Budapesta. La 30 iunie 1917 a obținut titlul de doctor în teologie. 
În iunie 1910 a fost numit contabil la administrația fondurilor diecezane din Gherla și actuar la Tipografia diecezană. În același timp, a predat religia la Școala normală de băieți. În 1911 a fost profesor de religie la Școala civilă de fete din Gherla și catihet la școala primară. În 1913 a fost numit profesor de teologie la Catedra de drept bisericesc și istorie bisericească. Din septembrie 1914 a fost secretar al Tribunalului matrimonial. A devenit apoi vicerector la Seminarul teologic și la internatele școlare normale de fete și băieți, în cursul anului 1915. A fost profesor titular la Academia Teologică greco-catolică din Gherla. În 1918 a fost ales membru al Consiliului Național Român din Gherla. Din 1922 a primit titlul de protopop onorar și de asesor consistorial. Din 2 mai 1924 a devenit canonic prebendat al Bisericii catedrale, rector al Seminarului teologic, cenzor diecezan și fisc consistorial. A mai avut funcții de vicepreședinte al Consiliului județean Someș, vicepreședinte al Tribunalului matrimonial, președinte al exactoratului diecezan și din 1937, canonic cancelar. A făcut parte din Consiliul episcopal în calitate de vicar general.:pp.95-96

## Activitatea politică

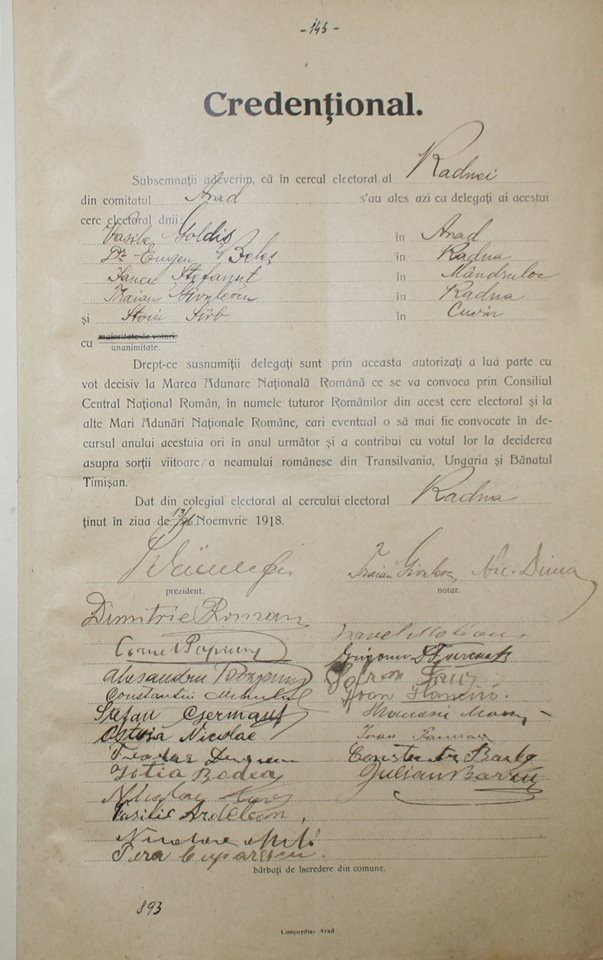
Credențional

A fost ales delegat al Institutului Teologic Greco-Catolic din Gherla la Marea Adunare Națională de la Alba-Iulia.:p.95